# غلينديف (مونتانا)
غلينديف هي مدينة في مقاطعة داوسون، مونتانا، الولايات المتحدة.

## التركيبة السكانية
حدّد مكتب تعداد الولايات المتحدة بيانات التركيبة السكانية لغلينديف في تعداد الولايات المتحدة. في ما يلي، التركيبة السكانية حسب تعدادي 2000 و2010.

### تعداد عام 2000
بلغ عدد سكان غلينديف 4,729 نسمة بحسب تعداد عام 2000، وبلغ عدد الأسر 1,983 أسرة وعدد العائلات 1,229 عائلة مقيمة في المدينة. في حين سجلت الكثافة السكانية 522 نسمة لكل كيلومتر مربع (1,352.0/ميل2). وبلغ عدد الوحدات السكنية 2,204 وحدة بمتوسط كثافة قدره 243.3 لكل كيلومتر مربع (630.1/ميل2).
وتوزع التركيب العرقي للمدينة بنسبة 97.38% من البيض و0.30% من الأمريكيين الأفارقة و1.21% من الأمريكيين الأصليين و0.11% من الأمريكيين ذوي الأصول الآسيوية و0.36% من الأعراق الأخرى و0.66% من عرقين مختلطين أو أكثر و1.02% من الهسبانيون أو اللاتينيون من أي عرق.
بلغ عدد الأسر 1,983 أسرة كانت نسبة 28% منها لديها أطفال تحت سن الثامنة عشر تعيش معهم، وبلغت نسبة الأزواج القاطنين مع بعضهم البعض 50.7% من أصل المجموع الكلي للأسر، ونسبة 8.3% من الأسر كان لديها معيلات من الإناث دون وجود شريك، بينما كانت نسبة 3% من الأسر لديها معيلون من الذكور دون وجود شريكة وكانت نسبة 38% من غير العائلات. تألفت نسبة 34.2% من أصل جميع الأسر من عدة أفراد يعيشون في نفس المنزل ونسبة 14.9% كانت تتألف من شخص يعيش بمفرده يبلغ من العمر 65 عاماً أو أكثر. وبلغ متوسط حجم الأسرة المعيشية 2.22، أما متوسط حجم العائلات فبلغ 2.86.
بلغ العمر الوسطي للسكان 41.5 عاماً. وكانت نسبة 21.7% من القاطنين تحت سن الثامنة عشر، وكانت نسبة 8.5% بين الثامنة عشر والرابعة والعشرين عاماً، ونسبة 22.9% كانت واقعةً في الفئة العمرية ما بين الخامسة والعشرين والرابعة والأربعين عاماً، ونسبة 23% كانت ما بين الخامسة والأربعين والرابعة والستين، ونسبة 17.1% كانت ضمن فئة الخامسة والستين عاماً فما فوق. يوجد لكل 100 أنثى 91.1 ذكر، ويوجد لكل 100 أنثى في الثامنة عشر من عمرها فما فوق 89.7 ذكر.
بلغ متوسط دخل الأسرة في المدينة 30,943 دولارًا، أما متوسط دخل العائلة فبلغ 40,313 دولارًا. وكان متوسط دخل الذكور 30,977 دولارًا مقابل 20,132 دولارًا للإناث. وسجل دخل الفرد الخاص بالمدينة 15,544 دولارًا. وكانت نسبة 11.6% من العائلات ونسبة 14.8% من السكان تحت خط الفقر، وكان من هؤلاء نسبة 17.9% تحت سن الثامنة عشر ونسبة 10.3% في الخامسة والستين من العمر وما فوق.

### تعداد عام 2010
بلغ عدد سكان غلينديف 4,935 نسمة بحسب تعداد عام 2010، وبلغ عدد الأسر 2,060 أسرة وعدد العائلات 1,190 عائلة مقيمة في المدينة. في حين سجلت الكثافة السكانية 544.7 نسمة لكل كيلومتر مربع (1,410.8/ميل2). وبلغ عدد الوحدات السكنية 2,267 وحدة بمتوسط كثافة قدره 250.2 لكل كيلومتر مربع (648.0/ميل2).
وتوزع التركيب العرقي للمدينة بنسبة 94.45% من البيض و0.51% من الأمريكيين الأفارقة و2.37% من الأمريكيين الأصليين و0.45% من الأمريكيين ذوي الأصول الآسيوية و0.06% من سكان جزر المحيط الهادئ و0.32% من الأعراق الأخرى و1.84% من عرقين مختلطين أو أكثر و2.41% من الهسبانيون أو اللاتينيون من أي عرق.
بلغ عدد الأسر 2,060 أسرة كانت نسبة 25.8% منها لديها أطفال تحت سن الثامنة عشر تعيش معهم، وبلغت نسبة الأزواج القاطنين مع بعضهم البعض 45.4% من أصل المجموع الكلي للأسر، ونسبة 8.3% من الأسر كان لديها معيلات من الإناث دون وجود شريك، بينما كانت نسبة 4.1% من الأسر لديها معيلون من الذكور دون وجود شريكة وكانت نسبة 42.2% من غير العائلات. تألفت نسبة 37.9% من أصل جميع الأسر من عدة أفراد يعيشون في نفس المنزل ونسبة 17% كانت تتألف من شخص يعيش بمفرده يبلغ من العمر 65 عاماً أو أكثر. وبلغ متوسط حجم الأسرة المعيشية 2.15، أما متوسط حجم العائلات فبلغ 2.84.
بلغ العمر الوسطي للسكان 41.2 عاماً. وكانت نسبة 19.9% من القاطنين تحت سن الثامنة عشر، وكانت نسبة 12.1% بين الثامنة عشر والرابعة والعشرين عاماً، ونسبة 22.7% كانت واقعةً في الفئة العمرية ما بين الخامسة والعشرين والرابعة والأربعين عاماً، ونسبة 26.6% كانت ما بين الخامسة والأربعين والرابعة والستين، ونسبة 18.8% كانت ضمن فئة الخامسة والستين عاماً فما فوق. وتوزع التركيب الجنسي للسكان بنسبة 50.4% ذكور و49.6% إناث.

## المناخ
يظهر الجدول التالي التغييرات المناخية على مدار السنة لغلينديف:
| البيانات المناخية لـغلينديف              | البيانات المناخية لـغلينديف | البيانات المناخية لـغلينديف | البيانات المناخية لـغلينديف | البيانات المناخية لـغلينديف | البيانات المناخية لـغلينديف | البيانات المناخية لـغلينديف | البيانات المناخية لـغلينديف | البيانات المناخية لـغلينديف | البيانات المناخية لـغلينديف | البيانات المناخية لـغلينديف | البيانات المناخية لـغلينديف | البيانات المناخية لـغلينديف | البيانات المناخية لـغلينديف |
| الشهر                                    | يناير                       | فبراير                      | مارس                        | أبريل                       | مايو                        | يونيو                       | يوليو                       | أغسطس                       | سبتمبر                      | أكتوبر                      | نوفمبر                      | ديسمبر                      | المعدل السنوي               |
| ---------------------------------------- | --------------------------- | --------------------------- | --------------------------- | --------------------------- | --------------------------- | --------------------------- | --------------------------- | --------------------------- | --------------------------- | --------------------------- | --------------------------- | --------------------------- | --------------------------- |
| الدرجة القصوى °ف (°م)                    | 64 (18)                     | 73 (23)                     | 85 (29)                     | 94 (34)                     | 104 (40)                    | 110 (43)                    | 117 (47)                    | 113 (45)                    | 106 (41)                    | 95 (35)                     | 80 (27)                     | 72 (22)                     | 117 (47)                    |
| متوسط درجة الحرارة الكبرى °ف (°م)        | 29.6 (−1.3)                 | 35.8 (2.1)                  | 47.0 (8.3)                  | 60.4 (15.8)                 | 70.7 (21.5)                 | 80.1 (26.7)                 | 88.4 (31.3)                 | 87.8 (31.0)                 | 76.0 (24.4)                 | 60.9 (16.1)                 | 42.8 (6.0)                  | 31.1 (−0.5)                 | 59.4 (15.2)                 |
| المتوسط اليومي °ف (°م)                   | 18.5 (−7.5)                 | 23.5 (−4.7)                 | 34.3 (1.3)                  | 46.8 (8.2)                  | 57.3 (14.1)                 | 66.6 (19.2)                 | 73.8 (23.2)                 | 72.7 (22.6)                 | 60.9 (16.1)                 | 47.6 (8.7)                  | 32.6 (0.3)                  | 20.3 (−6.5)                 | 45.8 (7.7)                  |
| متوسط درجة الحرارة الصغرى °ف (°م)        | 7.3 (−13.7)                 | 12.1 (−11.1)                | 22.2 (−5.4)                 | 33.3 (0.7)                  | 43.9 (6.6)                  | 53.5 (11.9)                 | 58.8 (14.9)                 | 56.9 (13.8)                 | 45.9 (7.7)                  | 34.1 (1.2)                  | 21.2 (−6.0)                 | 10.0 (−12.2)                | 33.3 (0.7)                  |
| أدنى درجة حرارة °ف (°م)                  | −48 (−44)                   | −50 (−46)                   | −30 (−34)                   | −6 (−21)                    | 16 (−9)                     | 29 (−2)                     | 37 (3)                      | 32 (0)                      | 14 (−10)                    | −13 (−25)                   | −27 (−33)                   | −42 (−41)                   | −50 (−46)                   |
| الهطول إنش (مم)                          | 0.35 (8.9)                  | 0.30 (7.6)                  | 0.64 (16)                   | 1.30 (33)                   | 2.11 (54)                   | 2.43 (62)                   | 1.85 (47)                   | 1.32 (34)                   | 1.41 (36)                   | 1.01 (26)                   | 0.45 (11)                   | 0.37 (9.4)                  | 13.54 (344.9)               |
| المصدر #1: NOAA (normals, 1981–2010)     |                             |                             |                             |                             |                             |                             |                             |                             |                             |                             |                             |                             |                             |
| المصدر #2: The Weather Channel (Records) |                             |                             |                             |                             |                             |                             |                             |                             |                             |                             |                             |                             |                             |

## أعلام
- بوب بورنس
- آدم موريسون
- ماسون توبين